# Erdély (folyóirat, 1944–1948)
Erdély a Román Szociáldemokrata Párt kolozsvári szervezetének hivatalos lapja. Megjelent 1944 decembere és 1948 februárja között.

## Szerkesztői, munkatársai
Felelős szerkesztője Raffay István, 1946 márciusától Erdélyi Sándor. Külpolitikai szerkesztő Salamon László, a kulturális rovatot Jánosházy György, a sportrovatot Boldis László szerkesztette. A szerkesztőség tagjai között volt Marton Lili, Mátrai János, Perényi János, Jakab Zsuzsanna és Bihari Miklós.
A politikai cikkírók között szerepelt Lakatos István, Goldner-Arányi Endre és Erdélyi-Wolff Sándor. 1945 novembere és 1946 áprilisa között jelent meg az Erdély vasárnapi képes melléklete c. színes és változatos irodalmi-művészeti rész Salamon László, Peterdi Andor, Perényi János, Jánosházy György verseivel, Nagy István, Tóth Kálmán, Kornis Ottó, Harasztosi Béla, Wagner Béla elbeszéléseivel, Bihari riportjaival, Szilágyi Aliz lágerjegyzeteivel, Jánosházy, Jordáky Lajos, Farkas Imre irodalomtörténeti írásaival. Salamon László cikksorozatot közölt benne Lukács György, Déri-Deheleanu Gyula, Dobrogeanu-Gherea, Karl Kautsky, Max Adler, Dimitrov és Kunfi Zsigmond életművéről.